# Tunnel van Philippeville
De tunnel van Philippeville is een spoortunnel in de gemeente Philippeville. De tunnel heeft een lengte van 237 meter. De enkelsporige spoorlijn 132 gaat door deze tunnel.